# 1105
Évszázadok: 11. század – 12. század – 13. század
Évtizedek: 1050-es évek – 1060-as évek – 1070-es évek – 1080-as évek – 1090-es évek – 1100-as évek – 1110-es évek – 1120-as évek – 1130-as évek – 1140-es évek – 1150-es évek
Évek: 1100 – 1101 – 1102 – 1103 –  1104 – 1105 – 1106 – 1107 – 1108 – 1109 – 1110

## Események
- november 18. – A hivatalban levő II. Paszkál pápa ellenében a lateráni bazilikában Werner anconai őgróf csapatainak védelmében felszentelik IV. Szilvesztert.[1]
- Könyves Kálmán király dalmáciai hadjárata. Beveszi Spalatót, Traut, Zárát és Arbe szigetét, majd megerősíti a dalmát városok jogait. Az ország déli határait a Narenta folyóig terjeszti ki. Ezután a hercegséget öccsének, Álmosnak adva visszatér Magyarországra és Horvátország valamint Dalmácia együttes királyává nyilvánítja magát. Uralmát az invesztitúrajogról való lemondása fejében a pápa is elismeri.

## Születések
- március 1. – VII. Alfonz kasztíliai király († 1157)
- az év folyamán – II. Ulászló lengyel fejedelem († 1159)

## Halálozások
- február 28. – IV. Rajmund toulouse-i gróf[2]